# Phegopteris aurita
Phegopteris aurita là một loài thực vật có mạch trong họ Thelypteridaceae. Loài này được (Hook.) J. Sm. miêu tả khoa học đầu tiên năm 1857.